# Весюлка (Західнопоморське воєводство)
Весюлка (пол. Wiesiółka) — село в Польщі, у гміні Валч Валецького повіту Західнопоморського воєводства.
У 1975-1998 роках село належало до Пільського воєводства.